# Зубарев, Дмитрий Николаевич
Дми́трий Никола́евич Зу́барев (27 ноября 1917, Москва — 29 июля 1992, там же) — советский физик-теоретик, доктор физико-математических наук, специалист в области равновесной и неравновесной статистической механики, термодинамики, нелинейных колебаний, теории плазмы, турбулентности. Один из основоположников неравновесной статистической термодинамики и метода двухвременных функций Грина. Заслуженный деятель науки Российской Федерации (1992).

## Биография
Родился 27 ноября 1917 года в Москве в семье инженера. В 1941 году окончил физический факультет МГУ. 25 июня 1941 года добровольно вступил в ряды 8-й дивизии народного ополчения, участвовал в обороне Москвы. Окончание войны встретил в Берлине в рядах 47-й армии 1-го Белорусского фронта. За участие в разминировании Берлина награждён орденом Красной Звезды.
После войны в течение нескольких лет работает над важными проблемами оборонного характера на «объекте» Арзамас-16. За эту работу награждён орденом Трудового Красного Знамени.
С 1954 года до конца жизни работал в Математическом институте им. В. А. Стеклова Российской академии наук.

## Научная деятельность
Ученик Н. Н. Боголюбова. Первые работы посвящены прикладным задачам теории плазмы. Совместно с В. Н. Климовым под руководством А. Д. Сахарова провёл исследование стационарных режимов термоядерного реактора и построил теорию температурного скачка на границе плазмы в магнитном поле.
Совместно с Н. Н. Боголюбовым получил следующие фундаментальные результаты, определившие впоследствии развитие ряда крупных научных направлений. В теории нелинейных колебаний разработал асимптотический метод для систем с быстро вращающейся фазой и на его основе провёл исследование движения заряженных частиц в магнитном поле. Разработал метод коллективных переменных, с помощью которого были вычислены конфигурационные интегралы для системы заряженных классических частиц, найдены волновые функции нижнего состояния системы взаимодействующих бозонов и их функции распределения при нулевой температуре, проведено исследование системы заряженных фермионов. В 1957 году под руководством Н. Н. Боголюбова участвовал в разработке микроскопической теории сверхпроводимости.
Внёс значительный вклад в теорию двухвременных температурных функций Грина, на основе которого им был получен ряд важных результатов в теории сверхпроводимости и магнетизма; по этой тематике мировую известность получила его статья.
В период 1961—1965 годов разработал метод неравновесного статистического оператора (НСО), ставший классическим методом в статистической теории неравновесных процессов. Метод НСО позволил естественным образом, в духе фундаментальных идей Гиббса, включить неравновесные явления в рамки статистической механики. Методом НСО построил статистическую релятивистскую термодинамику и гидродинамику, статистическую теорию переноса для систем частиц с внутренними степенями свободы, статистическую термодинамику процессов турбулентного переноса.

## Публикации

### Книги
1. Зубарев Д. Н. Неравновесная статистическая термодинамика. — М.: Наука, 1971.
2. Зубарев Д. Н., Морозов В. Г., Рёпке Г. Статистическая механика неравновесных процессов. Том 1. — М.: Физматлит, 2002. — ISBN 5-9221-0211-7.
3. Зубарев Д. Н., Морозов В. Г., Рёпке Г. Статистическая механика неравновесных процессов. Том 2. — М.: Физматлит, 2002. — ISBN 5-9221-0212-5.

### Статьи
- Зубарев Д. Н. Об одном новом методе в теории взаимодействующих ферми-частиц // ЖЭТФ. — 1953. — Т. 25, вып. 5. — С. 548—559.
- Зубарев Д. Н. Вычисление конфигурационных интегралов для системы частиц с кулоновским взаимодействием // ДАН СССР. — 1954. — Т. 95, № 4. — С. 757—760.
- Боголюбов Н. Н., Зубарев Д. Н. Волновая функция нижнего состояния системы взаимодействующих бозе-частиц // ЖЭТФ. — 1955. — Т. 28, вып. 2. — С. 129—139.
- Боголюбов Н. Н., Зубарев Д. Н. Метод асимптотического приближения для систем с вращающейся фазой и его применение к движению заряженных частиц в магнитном поле // УМЖ. — 1955. — Т. 7, № 1. — С. 5—17.
- Зубарев Д. Н. Функция распределения неидеального бозе-газа при температуре абсолютного нуля // ЖЭТФ. — 1955. — Т. 29, вып. 6. — С. 881—882.
- Зубарев Д. Н. Обобщение метода дополнительных переменных // ДАН СССР. — 1956. — Т. 109, № 3. — С. 489—492.
- Боголюбов Н. Н., Зубарев Д. Н., Церковников Ю. А. К теории фазового перехода // ДАН СССР. — 1957. — Т. 117, № 5. — С. 788—791.
- Зубарев Д. Н. К теории вириальных разложений для неидеальных газов // ДАН СССР. — 1958. — Т. 118, № 5. — С. 903—906.
- Зубарев Д. Н., Церковников Ю. А. К теории фазового перехода в неидеальном бозе-газе // ДАН СССР. — 1958. — Т. 120, № 5. — С. 991—994.
- Зубарев Д. Н., Медведев Б. В. Новые методы в теоретической физике // Природа. — 1958. — № 9. — С. 51—57.
- Зубарев Д. Н., Церковников Ю. А. Термодинамика сверхпроводников // ДАН СССР. — 1958. — Т. 122, № 6. — С. 999—1002.
- Зубарев Д. Н. Термодинамическая эквивалентность статистических ансамблей // Науч. докл. высш. шк. Физ.-мат. науки. — 1958. — № 6. — С. 169—179.
- Зубарев Д. Н., Церковников Ю. А. К теории фазового перехода в ферми-системах // Науч. докл. высш. шк. Физ.-мат. науки. — 1959. — № 2. — С. 133—140.
- Зубарев Д. Н. Двухвременные функции Грина в статистической физике // УФН. — 1960. — Т. 71, вып. 1. — С. 71—116.
- Зубарев Д. Н. К теории сверхпроводимости // ДАН СССР. — 1960. — Т. 132, № 5. — С. 1055—1058.